# Krikor Bedros V. Kupelian
Krikor Bedros V. Kupelian ICBP, auch Gregor Petrus V. Kupelian, (armenisch Գրիգոր Պետրոս Ե. Քիւբելեան; * 1738; † 17. Juni 1812 in Bzommar) war der fünfte armenisch-katholische Patriarch von Kilikien. Er gründete das erste Priesterseminar für die Priesterausbildung in der armenisch-katholischen Kirche.

## Leben
Krikor Kupelian war ein Ordenspriester der Patriarchalen Kongregation von Bzommar (ICBP). Er war Präfekt der früheren Präfektur Adana, des jetzigen Titularbistums Adana degli Armeni. Kupelian wurde am 11. Mai 1788 zum Patriarchen von Kilikien gewählt und am 15. September 1788 von Papst Pius VI. (1775–1799) in seinem Amt bestätigt. Die geistlichen Mitarbeiter im Bereich des Patriarchats von Kilikien waren Priester, Missionare, spirituelle Lehrer, Diakone und verheiratete Priester. Jede Gruppe hatte ihre eigene und unterschiedliche Ausbildung durchlaufen. Patriarch Bedros V. entschied daher, die Priesterausbildung zu zentralisieren und zu vereinheitlichen. Sein Ziel war es, einen gemeinsamen Bildungsstand für die Geistlichen der armenisch-katholischen Kirche zu schaffen.

## Gründung eines Priesterseminars
Mit der finanziellen Unterstützung einiger wohlhabenden Armenier gelang es ihm, zwischen 1797 und 1810 ein Priesterseminar zu errichten. Die entsprechenden Regelungen und Bestimmungen zur Priesterausbildung legte Bedros V. in einem Regelbuch fest. In seiner Amtsperiode wuchs die Anzahl der Ordensmitglieder auf 52 Mönche an, hierzu gehörten vier Bischöfe, vier Prediger, zehn Priester und mehrere Ordensbrüder.